# Lass Lassen
Lass Atzer Lassen, född 15 september 1921 i Gävle, Gävleborgs län, död 19 juli 2008 i Västerås, Västmanlands län, var en svensk teckningslärare, konstnär och grafiker.
Han var son till ingenjören Atzer Lassen och Margareta Ralphs och från 1946 gift med Eva Jäderlund. Lassen studerade vid Högre konstindustriella skolan i Stockholm 1940–1944 och under studieresor till Danmark, Tyskland och Estland. Separat ställde han ut i Avesta 1947. Han medverkade i Nationalmuseums utställning Unga tecknare 1948 och 1949. Bland hans offentliga arbeten märks väggmålningar på Stadshotellet i Karlstad, Centralskolan i Grytnäs, Centralskolan i Västerfärnebo och på ålderdomshemmet i Grytnäs. Hans konst består av figursaker och landskap i olja eller som linoleumsnitt samt illustrationer för Avesta Posten och Avesta Tidning. Han utgav ett flertal läroböcker om teckning i samarbete med Stig Eklund.